# Спортове товариство «Україна»
Спорто́ве товари́ство «Украї́на» — громадська спортивна організація з центром у Львові, що діяла з 1911 по 1944 роки. Після 1944 року припинила діяльність на території України, а 1949 зусиллями колишніх членів СТУ в Монреалі виникла однойменна організація, що стала основою організованого спортивного життя української діаспори Канади.

## Передумови виникнення

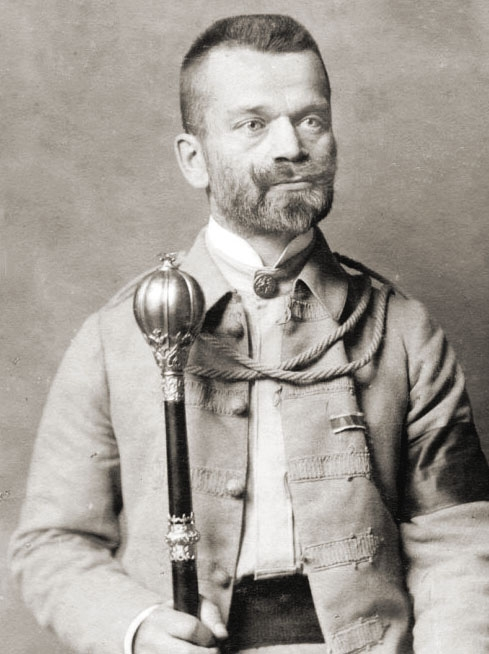
Іван Боберський

1906 року професор Української академічної гімназії Іван Боберський заснував «Український спортовий кружок» (УСК), члени якого розпочали постійні тренування з м'ячем та розігрували між собою зустрічі. Невдовзі Боберський запросив із Чехії кваліфікованого тренера-інструктора Вацлава Льомоза, який проводив тренування від 5 до 27 вересня 1909 року. Заняття з інструктором були платними, витрати взяв на себе сам же Боберський. Ось що згадує у своїх споминах про Лямоса один із тогочасних гімназистів Степан Цимбала:
| Ліві лапки | «…інструктор Лямос не був високого зросту, але фізично добре розвинений і дуже сильний в ногах. З природи лагідної вдачі, на спортовій арені він, одначе, був рішучо-енергійний, вимагаючи від кожного вправляти так, як він наказував. Коли швидке око тренера спостерігало якесь збочення від правильної гри, то він зараз своїми дотепами давав хлопцям відчути своє незадоволення. Його влучні репліки діяли на спортовців не тільки підбадьорливо, але викликали ще більше зацікавлення його вмінням оперувати м’ячем так спритно, щоб у слушний момент переслати його ногами або головою у ціль. Він вчив українців, як подолати суперника не фізичною силою, а спритністю.» | Праві лапки |

Першою виникла команда копаного м'яча «Україна», згодом при ній з'явилися також гуртки з інших видів спорту. Так виникли передумови для заснування спортивного товариства.
Цікаво, що тогочасні футболісти мали свою відзнаку у формі мазепинки, яка була обведена золотою стрічкою. В горішній частині мазепинки на золотому полі була витиснута назва команди «Україна». Під нею на синьому полі в золоті зображено символ Львова — лев, а під ним на кінчику золотого поля витиснено рік виготовлення цієї відзнаки. Пізніше цю відзнаку носили на шапках перші українські воїни під час боїв у Львові 1918 року.

## Галицький період (1911—1944)

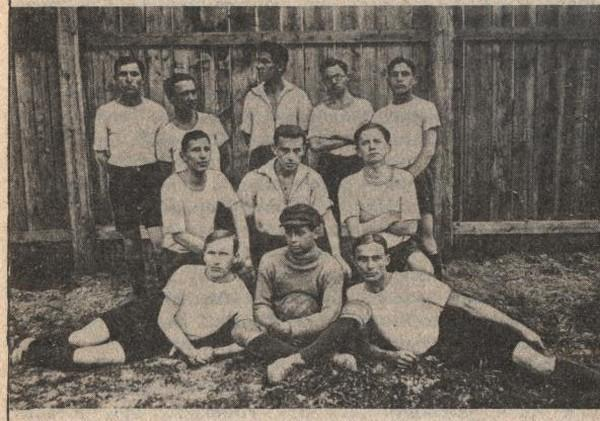
Гравці футбольного клубу «Україна», 1923 рік.

22 вересня 1911 року було скликано збори студентів — членів «спортового кружка», на яких було проголошено про утворення Спортового товариства «Україна», затверджено Статут і подано його австрійському намісництву (одним із співзасновників був, зокрема, Стефан Рудницький). 26 листопада 1911 року намісництво заявило, що «не заперечує зав'язання Товариства студентів вищих шкіл „Україна“ на підставі запропонованого статуту». Головою товариства було обрано Матвія Яворського.
СТ «Україна» розвивало вже звичні та нові для українців види спорту, ініціювало проведення загальнокраєвих комплексних змагань «Запорозькі Ігрища» та інших спортивних заходів, що набули популярності серед галичан. Найвагомішими були успіхи команд СТ «Україна» у футболі, хокеї, боксі, велоспорті та шахах.
Серед найдіяльніших членів товариства цього періоду були зокрема Тарас і Петро Франки (сини Івана Франка), Федір Черник (майбутній сотник УСС), Осип Верхола, Ананій Степанів, Едвард Жарський, Роман Купчинський, Євген Чучман, Карло Мікльош, Олександр Скоцень, Омелян Бучацький, Микола Степаняк, Іван Бабій, брати Мирон та Роман Труші.

## Канадський період (після 1944)
20 листопада 1949 року в Монреалі колишні члени СТУ створили однойменне товариство, чиїм завдання стало сприяння розвиткові різних видів спорту серед української еміграції та діаспори Канади. Це товариство позиціонує себе як окреме від галицької «України» (про це свідчить зокрема урочисте відзначення 50-річчя товариства у 1999 році). 1979 року футбольна команда товариства здобула кубок Футбольної федерації Квебеку, а 1999 року клуб пройшов до першої групи ліги «Конкордія».
Нині президентом СТ «Україна» є Сергій Оникіщук.